# 俄勒岡州學院和大學列表
以下是俄勒岡州目前运营的公立和私立高等教育机构列表。
 公立 
- 東奧勒岡大學 (Eastern Oregon University)
- 俄勒岡健康與科學大學 （Oregon Health & Science University，OHSU）
- 俄勒岡理工學院 (（Oregon Institute of Technology)
- 俄勒岡州立大學（Oregon State University）
- 波特蘭州立大學（Portland State University）
- 南奧勒岡大學（Southern Oregon University）
- 西奧勒岡大學 (Western Oregon University)
- 俄勒岡大學（University of Oregon）

 私立 
- 里德學院（Reed College）
- 威拉姆特大學 (Willamette University)
- 波特蘭大學 (University of Portland)